# Pulečný
Pulečný är en ort i Tjeckien. Den ligger i den norra delen av landet, 80 km nordost om huvudstaden Prag. Pulečný ligger 478 meter över havet och antalet invånare är 274.
Terrängen runt Pulečný är lite kuperad. Runt Pulečný är det tätbefolkat, med 257 invånare per kvadratkilometer. Närmaste större samhälle är Liberec, 12,9 km nordväst om Pulečný. Omgivningarna runt Pulečný är en mosaik av jordbruksmark och naturlig växtlighet.